# Abarema commutata
Espèce
Statut de conservation UICN

 LC  : Préoccupation mineure
Abarema commutata est une espèce de plantes à fleurs de la famille des Fabacées.
Selon Plants of the World Online, c'est un synonyme de Jupunba commutat. Selon ce site, c' est un arbre originaire du nord de l'Amérique du Sud. Il pousse en milieu tropical humide.

## Description
C'est un arbre.

## Répartition
L'espèce est trouvée au Guyane, au Suriname et au Venezuela.